# Sokil, Rojîșce
Sokil (în ucraineană Сокіл) este localitatea de reședință a comunei Sokil din raionul Rojîșce, regiunea Volînia, Ucraina.

## Demografie
Componența lingvistică a localității Sokil
     Ucraineană (98,62%)
     Rusă (1,38%)
Conform recensământului din 2001, majoritatea populației localității Sokil era vorbitoare de ucraineană (98,62%), existând în minoritate și vorbitori de rusă (1,38%).